# Itá-Wasserkraftwerk
Das Itá-Wasserkraftwerk ist eine Talsperre mit einem Wasserkraftwerk am Rio Uruguay bei Itá an der Grenze von Santa Catarina und Rio Grande do Sul in Brasilien. Das Kraftwerk hat eine Nennleistung von 1450 MW und bezieht sein Wasser aus einem Stausee, der von einem CFR-Staudamm aufgestaut wird. Er ist im Besitz und wird betrieben von der Tractebel Energia und produziert das Äquivalent von 60 % der Energie, die in Santa Catarina verbraucht wird.
Die Baukosten betrugen 1,4 Milliarden US-$.

## Hintergrund
Die Bauarbeiten begannen 1980, wurden aber 1987 aus finanziellen Gründen unterbrochen. 1995 nahm ein neues Konsortium die Arbeit wieder auf, und die Talsperre war im Jahr 2000 fertiggestellt. Die meisten der 6000 Einwohner der Stadt Itá wurden in ein neues Gebiet oberhalb des Stausees umgesiedelt.

## Talsperre
Die Itá-Talsperre ist ein 880 m langer und 125 m hoher CFR-Staudamm mit einer Kronenhöhe von 375,5 m über dem Meeresspiegel. Das Reservoir hat ein Volumen von 5.100 Millionen m³, eine Wasseroberfläche von 141 km² und ein Einzugsgebiet von 45.800 km². Die Talsperre hat zwei Hochwasserentlastungen, eine am rechten Widerlager mit sechs Überläufen und eine andere auf dem Bergrücken an der Westseite des Dammes, direkt südlich des Krafthauses mit vier Verschlüssen. Jeder Durchlass ist 21,8 m breit und 18 m hoch und zusammen haben beide Hochwasserentlastungen eine maximale Kapazität von 49.940 m³/s. Auf dem Bergrücken ist außerdem der Kraftwerkseinlauf und drei Hilfs-Deiche, die nötig sind, um den Stauspiegel zu halten. Der Einlauf ist 84,5 m breit und hat fünf Tore, durch die das Wasser in die fünf Druckrohre einströmen kann, die acht Meter im Durchmesser haben und im Durchschnitt 197 m lang sind.

## Kraftwerk
Das oberirdische Krafthaus ist 172,5 m lang und 57 m breit und beherbergt fünf 290-MW-Generatoren, die von Francis-Turbinen angetrieben werden. Der Generatoren gingen zwischen Juli 2000 und März 2001 in Betrieb.
Die Barra-Grande-Talsperre und das Machadinho-Wasserkraftwerk sind vergleichbare Stauanlagen in der Nähe.